# Lola T95/30
Lola T95/30 (czasem niepoprawnie zwany Lolą T94/30) – samochód Formuły 1 konstrukcji Loli, testowany w latach 1994–1995 przez Allana McNisha. Samochód nie wziął udziału w żadnym wyścigu Formuły 1, chociaż Lola miała takie plany. Samochód został zaprojektowany jako prototyp, gotowy do startów Loli w Formule 1. Okazało się jednak, że jest niezgodny z regulaminem, i był jedynie testowany przez McNisha, przez co Lola chciała znaleźć sponsorów. Samochód był napędzany przez silnik Ford ED.
Model T95/30 został zaprojektowany przez Juliana Coopera i Chrisa Saundersa, którzy wcześniej pracowali odpowiednio w Benettonie i Williamsie. Do jego zaprojektowania wykorzystano tunel aerodynamiczny w skali 40%, znajdujący się w Instytucie Cranfield. W 1997 roku, po pokazach Autosportu, samochód został sprzedany. Jego następcą był model T97/30.